# Светлый ангел
«Светлый ангел» (англ. Bright Angel) — кинофильм 1990 года. Его премьера прошла в ноябре 1990 года на Международоном молодёжном фестивале в Турине. 14 июня 1991 года состоялась премьера в США.

## Сюжет
Легковерный молодой человек по имени Джордж страдает от постоянных семейных склок в своём доме. Однажды он знакомится с Люси, весьма непостоянной девушкой из Вайоминга, едущей вызволять из тюрьмы своего брата. Джордж решает присоединиться к ней в её долгом путешествии, не зная ещё, что его ожидает впереди.

## В ролях
- Дермот Малруни — Джордж
- Лили Тэйлор — Люси
- Сэм Шепард — Джек
- Билл Пуллман — Боб